# Daltopora felixi
Daltopora felixi är en fjärilsart som beskrevs av Povolny 1979. Daltopora felixi ingår i släktet Daltopora och familjen stävmalar. Inga underarter finns listade i Catalogue of Life.